# Jingshan
Jingshan (chiń. upr. 京山市; chiń. trad. 京山市; pinyin Jīngshān Shì) – miasto na prawach powiatu we wschodniej części prefektury miejskiej Jingmen w prowincji Hubei w Chińskiej Republice Ludowej. Liczba mieszkańców mieście w 2010 roku wynosiła 636776.